# Le Prédicateur (roman)
Le Prédicateur (titre original : Predikanten) est un roman policier écrit par Camilla Läckberg, publié en Suède le 1er juin 2004. La version française paraît le 2 mars 2009 aux éditions Actes Sud dans la collection Actes noirs et rouge secret

## Résumé
Patrik Hedström, policier, enquête sur un meurtre d'une jeune fille qui comporte beaucoup de similitudes avec ceux de deux autres jeunes filles commis vingt ans plus tôt. 
Le contexte :
- L'affaire, autrefois, avait entraîné le suicide de Johannes Hult suspecté de meurtre sur simple dénonciation de son frère Gabriel Hult.
- Celle-ci avait été classée sans suite faute de preuve.
- Gabriel, autrefois petit ami de Solveig Hult, vouait une haine à Johannes, depuis le mariage de celui-ci avec Solveig.

## Personnages

### Personnages principaux
- Erica Falck, auteur de biographies, enceinte, elle vit en concubinage avec Patrik Hedström.
- Patrik Hedström, inspecteur de police, il vit en concubinage avec Erica Falck.
- Martin Molin, inspecteur de police.
- Anna Falck, sœur d'Erica
- La famille Hult

```
Ephraïm Hult †
X Ragnhild Hult †
│
├─> Gabriel Hult
│   X Laini Hult
│   │
│   ├─> Jacob Hult
│   │   X Marita Hult
│   │   │
│   │   ├─> William Hult
│   │   └─> Petra Hult
│   │
│   └─> Linda Hult
│
└─> Johannes Hult †
    X Solveig Hult
    │
    ├─> Robert Hult
    └─> Johan Hult
```

### Personnages secondaires
- Bertil Mellberg, inspecteur-chef de la police.
- Gösta Flygare, inspecteur de police.
- Ernst Lundgren, inspecteur de police.
- Annika Jansson, secrétaire au commissariat.
- Tord Pedersen, médecin légiste.
- Jenny Möller, adolescente portée disparue.
- Tanja Schmidt, adolescente portée disparue.
- Mona Thernblad, adolescente portée disparue en 1979.
- Siv Lantin, adolescente portée disparue en 1979.
- Kennedy Karlsson, pensionnaire de la ferme de Bullaren.
- Mårten Frisk, violeur.
- Lucas, ex mari d'Anna
- Gustav of Klint, nouveau compagnon d'Anna

## Éditions

### Édition imprimée originale
- Camilla Läckberg (trad. du suédois par Lena Grumbach et Catherine Marcus), Le Prédicateur [« Predikanten »], Arles, éd. Actes Sud, coll. « Actes noirs », 4 mars 2009, 375 p., 24 cm (ISBN 978-2-7427-8179-9, BNF 41437335)

### Livre audio
- Camilla Läckberg (trad. du suédois par Lena Grumbach et Catherine Marcus), Le Prédicateur : texte intégral [« Predikanten »], Paris, éd. Audiolib, 17 mars 2010 (ISBN 978-2-35641-090-0, BNF 42009482)Texte intégral ; narrateur : Éric Herson-Macarel ; support : 2 disques compacts audio MP3 ; durée : 13 h 50 min environ ; référence éditeur : Audiolib 25 0256 5.

### Édition en gros caractères
- Camilla Läckberg (trad. du suédois par Lena Grumbach et Catherine Marcus), Le Prédicateur [« Predikanten »], Cergy, éd. À vue d'œil, coll. « 16-17 : suspense », 15 septembre 2010, 682 p., 24 cm (ISBN 978-2-84666-574-2, BNF 42289274)Édition présentée en deux volumes indissociables.

### Édition au format de poche
- Camilla Läckberg (trad. du suédois par Lena Grumbach et Catherine Marcus), Le Prédicateur [« Predikanten »], Arles ; Montréal, éd. Actes Sud et éd. Leméac, coll. « Babel noir » (no 85), 2 mai 2013, 502 p., 18 cm (ISBN 978-2-330-01803-0 et 978-2-7609-3440-5, BNF 43635090)Co-édition franco-canadienne.

## Adaptation

### À la télévision
- 2007 : Predikanten, téléfilm suédois réalisé par Jonas Grimås (en). Le Prédicateur est adapté dans ce téléfilm en deux parties diffusées en novembre 2007 sur la chaîne de télévision suédoise SVT[1].

#### Distribution[2]
- Elisabet Carlsson (en) : Erica Falck
- Niklas Hjulström (en) : Patrik Hedström
- Göran Ragnerstam (en) : Bertil Mellberg
- Jonas Karlström (en) : Martin Molin
- Lotta Karlge : Annika Jansson
- Christer Fjällström : Gösta Flygare
- Ingvar Haggren : Ernst Lundgren
- Stefan Gödicke : Dan Karlsson
- Loa Falkman : Ephraim Hult
- Marika Lagercrantz : Laine Hult
- Lennart Hjulström : Gabriel Hult
- Carl-Einar Häckner : Johannes Hult
- Per Lasson : Jakob Hult
- Ida Linnertorp : Linda Hult
- Karl Linnertorp : Kennedy
- Britta Andersson : Solveig Hult
- Tobias Hjelm : Robert Hult
- Peter Nyström : Johan Hult
- Malin Morgan : Anna Maxwell

### En bande dessinée
- 2015 : Le Prédicateur, adaptation du roman éponyme en bande dessinée réalisée par le scénariste Olivier Bocquet et la dessinatrice Léonie Bischoff. Les éditions Casterman publient ce volume le 29 avril.